# Karnicki
Karnicki (Kroschnitzky, Wczele odmiana Karnicki) – polski herb szlachecki odmiana herbu Wczele.

Herb

## Opis herbu
Na tarczy szachownica czerwono-srebrna. W klejnocie skrzydło w takąż szachownicę.

## Herbowni
Karnicki.